# Anouschka
Anouschka foi a canção alemã no Festival Eurovisão da Canção 1967, interpretada em alemão por  Inge Brück. Foi lançado como single em abril de 1967 através de Ariola. Foi escolhido para representar Alemanha no Festival Eurovisão da Canção de  1967 por eleição interna da estação de rádio alemã NDR.
A canção fora a nona a ser na noite (depois de Fredi da Finlândia com "Varjoon - Suojaan" e antes de Louis Neefs da Bélgica com "Ik Heb Zorgen"). Ao fim da votação obteve 7 pontos, ficando em 8º lugar, entre participantes.
A canção é uma balada, com Brück dizendo a uma amiga ("pequena Anouschka") que "o" - provavelmente um antigo noivo - voltará pronto, e que ela no deve chorar.
A canção que se seguiu como representante alemã no festival de 68 foi a música "Ein Hoch der Liebe" interpretada por Wencke Myhre.